# Country Homes
Country Homes az Amerikai Egyesült Államok északnyugati részén, Washington állam Spokane megyéjében elhelyezkedő statisztikai település. A 2010. évi népszámlálási adatok alapján 5841 lakosa van.

## Népesség
A 2010-es népszámláláskor  5841 lakója, 1867 háztartása és 1118 családja volt. A népsűrűség 1327,5 fő/km2. A lakóegységek száma 1985, sűrűségük 451,1 db/km2. A lakosok 90,1%-a fehér, 1,6%-a afroamerikai, 1,6%-a indián, 2%-a ázsiai, 0,2%-a a Csendes-óceáni szigetekről származik, 1,1%-a egyéb, 3,5%-a pedig kettő vagy több etnikumú. A spanyol vagy latino származásúak aránya 4,9% (3,4% mexikói, 0,2% Puerto Ricó-i, 0,1% kubai, 1,2% egyéb spanyol vagy latino származású.)
A háztartások 26,2%-ában élt 18 évnél fiatalabb. 42,7% házas, 12,6% egyedülálló nő, 4,6% egyedülálló férfi, 40,1% pedig nem család. 28,3% egyedül élt; 11,7%-uk 65 éves vagy idősebb. Egy háztartásban átlagosan 2,45 személy élt; a családok átlagmérete 2,9 fő.
A medián életkor 23 év volt. Lakóinak 16,7%-a 18 évesnél fiatalabb, 21,5% 18 és 24 év közötti, 17,2%-uk 25 és 44 év közötti, 17,5%-uk 45 és 64 év közötti, 12,4%-uk pedig 65 éves vagy idősebb. A lakosok 47,2%-a férfi, 50,8%-a pedig nő.